# Stanisław Łukasiewicz (profesor mechaniki)
Stanisław Andrzej Łukasiewicz (ur. 21 czerwca 1929 w Łodzi, zm. 28 maja 2019 w Calgary) – inżynier, wynalazca, profesor dr hab. Politechniki Warszawskiej oraz profesor Uniwersytetu w Calgary. Specjalista w dziedzinie wytrzymałości materiałów, konstrukcji cienkościennych, metod pompowania ropy naftowej i konstrukcji pneumatycznych. W latach 1978–1980 był przewodniczącym Oddziału Warszawskiego Polskiego Towarzystwa Mechaniki Teoretycznej i Stosowanej.

## Życiorys
Urodził się w roku 1929 w Łodzi, jako syn architekta Stanisława Franciszka Łukasiewicza. W roku 1952 ukończył Politechnikę Warszawską, tam uzyskał doktorat (1961) oraz habilitację (1967) i do roku 1980 pracował jako profesor na Wydziale MEiL. W latach 1966, 1974 i 1978 Polska Akademia Nauk nagrodziła jego prace nagrodą imienia Feliksa Jasińskiego. W roku 1981 przebywał z rodziną jako profesor wizytujący na Uniwersytecie w Calgary i nie wrócił po ogłoszeniu stanu wojennego. W roku 1985 uzyskał tam tenure i pracował jako profesor do przejścia na emeryturę w roku 2007.

## Publikacje
Stanisław Łukasiewicz jest autorem wielu prac z dziedziny mechaniki w tym znaczącej monografii
Obciążenia skupione w płytach, tarczach i powłokach, Warszawa: PWN, 1976, OCLC 830594742. Brak numerów stron w książce,
wydanej również po angielsku jako
Local loads in plates and shells, Dordrecht: Springer, 1979, ISBN 978-94-009-9543-7. Brak numerów stron w książce
i rosyjsku
Локальные нагрузки в плитах и оболочках, Moskwa: Mir, 1982, OCLC 1036416337. Brak numerów stron w książce
Dla przemysłu wydobywczego ropy naftowej opracował nowatorską metodę analizy ukośnych i zakrzywionych odwiertów: Dynamic Behavior of the Sucker Rod String in the Inclined Well doi:10.2118/21665-MS.